# Tadjikistan aux Jeux olympiques d'été de 2012
Le Tadjikistan participe aux Jeux olympiques d'été de 2012 à Londres au Royaume-Uni. Il s'agit de sa 5e participation aux Jeux olympiques d'été.

## Médaillés
| Médaille | Nom              | Sport | Compétition         | Date   |
| -------- | ---------------- | ----- | ------------------- | ------ |
| Bronze   | Mavzuna Chorieva | Boxe  | Poids légers femmes | 8 août |

## Judo
| Athlète        | Compétition           | 1/32 de finale      | 1/16 de finale      | 1/8 de finale       | Quarts de finale    | Demi-finales        | Repêchage 1         | Repêchage 2         | Finale              | Finale |
| Athlète        | Compétition           | Adversaire Résultat | Adversaire Résultat | Adversaire Résultat | Adversaire Résultat | Adversaire Résultat | Adversaire Résultat | Adversaire Résultat | Adversaire Résultat | Rang   |
| -------------- | --------------------- | ------------------- | ------------------- | ------------------- | ------------------- | ------------------- | ------------------- | ------------------- | ------------------- | ------ |
| Rasul Boqiev   | Moins de 73 kg hommes |                     |                     |                     |                     |                     |                     |                     |                     |        |
| Parviz Sobirov | Moins de 90 kg hommes | NC                  |                     |                     |                     |                     |                     |                     |                     |        |

## Tir
| Athlète        | Compétition                         | Qualification | Qualification | Finale | Finale |
| Athlète        | Compétition                         | Points        | Rang          | Points | Rang   |
| -------------- | ----------------------------------- | ------------- | ------------- | ------ | ------ |
| Sergey Babikov | Pistolet à 10 m air comprimé hommes | 562           | 44e           | -      | -      |